# Say Hello to My Minions
『Say Hello to My Minions』（セイ・ハロー・トゥー・マイ・ミニオンズ）は、2016年10月26日にトイズファクトリーから発売されたSKY-HIとSALUのコラボレーション・アルバムである。

## 概要
親交が深い二人初のコラボレーション・アルバムである。収録曲の全てがSKY-HI × SALUの共同名義となっており、サウンド面はトラックメイカーのGAIUS OKAMOTOとO.Y.W.M.のJIGGが二分する形で担当している。CDのジャケット写真はSKY-HIとSALU、2人の写真を半分ずつ合成し1枚の写真に仕上げたものとなっている。
TOWER RECORDS先着特典として「Say Hello to My Minions」オリジナルロゴステッカー、TSUTAYA RECORDS先着特典としてSKY-HI x SALUオリジナルA3ポスターが付属した。

## 解説
2016年3月にSKY-HIがパーソナリティを務めるラジオ番組にSALUがゲストとして出演した際にそろそろ一緒に曲を作りたいという話になり、そこから制作が始まった。それまでお互いのラジオ番組やソロ楽曲のミュージックビデオにカメオ出演したりする他、プライベートでも交流があったが、楽曲の共同制作及び共演は今作が初となった。当初はアルバムの制作予定はなかったが、これまで共演のタイミングを逃していた分、2〜3曲まとめて作ろうというSKY-HIの提案にSALUが賛同し、楽曲の制作が始まった。
最初はSALUがトピックを決めて楽曲を書き、SKY-HIがそれを聴いてヴァースを書くという手法で制作された。SALUが短時間で4、5曲書き上げ、それを繰り返し制作していたら9曲ほど完成し、アルバムとして発売できる曲集が出来上がった為、アルバムという形で発表されることとなった。後半はSKY-HIが最初に書いた曲や共同制作のものもあったという。2人が数年の間食事や電話で話していたことがトピックになった曲もあり、積み重ねがあった分制作期間はあまりかからなかったと述べている。遊び感覚で制作できたが、共作なのでクオリティーには自然にこだわったとSKY-HIは語っており、特にリリック面ではフィーチャリングみたいになるのは嫌だったので、相手が言ってることを受けてそれに返すという交換日記のようなやり方で書いたものが多かったという。近年の日本でのラップブームやフリースタイルラップブームを受け、数多く出てるヒップホップ作品の中でかっこいいものを作るという思いもあったといい、2人がかっこいいと思うことを思うがままにやったという。
アルバムのタイトルは特に思い入れがないと語っており、『Say Hello to My Minions』のミニオンズは、アルバムの中でスター・ウォーズやタイニー・トゥーンズの話をしている流れから映画のキャラクターの話をしている中で出てきたという。
SALUは自分の作品の中で1番ボースティングが多い作品だと語っており、ボースティングするのはあまり好きではないが、SKY-HIとやることによりこのような方向性になったという。

## 収録曲
1. Say Hello to My Minions [5:16]
  - 作詞：SKY-HI,SALU 作曲：Gaius Okamoto

アルバムのタイトル曲で最後に制作した曲。リリックには国内、海外問わず数多くの著名人が登場する。同じスタートでヴァースを書き始め、お互い書き上がってから2人で一緒にスタジオに入って、交互にヴァースを録音した。「ちょっと遊び過ぎました。」とSALUがコメントしている[2]。
2. Purple Haze [2:52]
  - 作詞：SKY-HI,SALU 作曲：Gaius Okamoto

SKY-HIが作っていて一番楽しかったと語っている[2]。LINE MUSICのテレビコマーシャルにも使用され、LINE MUSICで独占先行配信され、その後iTunesでも先行でプレオーダーされた[1]。
3. No Chill [3:42]
  - 作詞：SKY-HI,SALU 作曲：JIGG & Gaius Okamoto
4. 威風堂々 [3:09]
  - 作詞：SKY-HI,SALU 作曲：JIGG
5. ライトセイバー [2:36]
  - 作詞：SKY-HI,SALU 作曲：JIGG
6. H.Y.P.E [3:36]
  - 作詞：SKY-HI,SALU 作曲：Gaius Okamoto
7. Gogh Walking [3:23]
  - 作詞：SKY-HI,SALU 作曲：JIGG & Gaius Okamoto
8. Sleep Walking [3:50]
  - 作詞：SKY-HI,SALU 作曲：Gaius Okamoto

寝てる人達を起こそうという曲で、自分達も最初は寝ているが、先に起きた奴が自分達を起こして、起きた自分達がまだ寝てる人たちを起こしに行くという内容になっている[2]。PVも制作され、PV内ではACEらが主催する渋谷サイファーに2人が変装してゲリラ参加したものの映像も使われている[4]。
9. 運命論 [3:55]
  - 作詞：SKY-HI,SALU 作曲：Gaius Okamoto